# Lim Zoong-sun
Dans ce nom coréen, le nom de famille, Lim, précède le nom personnel.
Pour les articles homonymes, voir Lim.
Lim Zoong-sun, né le 16 juillet 1943, est un footballeur international nord-coréen, évoluant au poste de défenseur.

## Carrière
Lim participe à deux matchs des qualifications de la coupe du monde 1966 avant d'être sélectionné pour la phase finale de cette compétition. Il joue l'ensemble des quatre matchs de la Corée du Nord dont le quart de finale contre le Portugal, perdu 5-3.